# 賽勒巴赫河
47°49′17″N 12°08′49″E / 47.82138°N 12.14687°E
賽勒巴赫河（德語：Sailerbach），是德國的河流，位於該國東南部，由巴伐利亞負責管轄，屬於羅爾多夫阿亨河的支流，河道全長10公里，流經羅森海姆縣。